# Subspecie (biologie)
Subspecia, în sistematica din biologie, este o subdiviziune a unei specii și este echivalentă cu rasa geografică.

## Criteriul de bază în stabilirea subspeciilor
Criteriul care face să fie considerați doi indivizi ca aparținân la două subspecii  diferite și nu la două specii  este capacitatea acestora de a se încrucișa liber între ei și de a da descendenți fertili.